# Obenscheidt
Obenscheidt, früher auch als Burenscheid (= Bauernscheid) bezeichnet, ist eine Hofschaft im Solinger Stadtteil Gräfrath.

## Lage und Beschreibung
Obenscheidt liegt im äußersten Süden Gräfraths an der Grenze zum Stadtbezirk Solingen-Mitte. Der Ort liegt in einem bewaldeten Quellgebiet des Lochbachs, der südlich von Wald durch das gleichnamige Tal fließt und bei Ohligs in die Itter mündet. Die zu dem Ort gehörenden Gebäude, teils historische Fachwerkhäuser, befinden sich an der Lucasstraße sowie an der nach dem Ort benannten Straße Obenscheidt. Östlich verläuft die Bundesstraße 224, die Schlagbaumer Straße. (Nord-)westlich befinden sich eine Kleingartenanlage, eine große Wohnsiedlung an der Cheruskerstraße sowie das Städtische Klinikum Solingen.
Benachbarte Orte sind bzw. waren (von Nord nach West): Zentral, Ringelshäuschen, Busch, III., II. und I. Stockdum, Schlagbaum, Untenscheidt, Herberg, Vogelsang, Heide und Foche.

## Etymologie
Das Walder Scheid oder Scheidt war ein Waldgelände im Grenzgebiet zum Kirchspiel Solingen. Es umfasste die Höfe Oben- und Untenscheidt, sowie Scheiderfeld, Mummenscheid, die Scheider Mühle und auch die Ortslage Scheiderirlen.:56f. Der Namensbestandteil Scheid ist ein in vielen Regionen vorkommender Flurname, siehe hierzu auch: -scheid. Seine Herkunft ist wahrscheinlich auf scheiden, Scheide = Grenze zurückzuführen. Neben einer Gemarkungsgrenze kann im Falle Obenscheidts auch eine Wasserscheide gemeint sein.

## Geschichte
Ab dem Spätmittelalter bis in das 19. Jahrhundert war Scheid Titularort der Honschaft Scheid, ein unterer Verwaltungsbezirk des Kirchspiels Wald innerhalb des bergischen Amtes Solingen. Auch Obenscheidt, das seit dem 18. Jahrhundert nachweisbar ist, gehörte dieser Honschaft an. Im Jahre 1715 ist der Ort erstmals in der Karte Topographia Ducatus Montani, Blatt Amt Solingen, von Erich Philipp Ploennies mit einer Hofstelle verzeichnet und als Scheid benannt. In der Topographischen Aufnahme der Rheinlande von 1824 ist der Ort als Scheidoben benannt und in der Preußischen Uraufnahme von 1844 als Ob:Scheid. In der Topographischen Karte des Regierungsbezirks Düsseldorf von 1871 ist der Ort als O Scheid verzeichnet.
Nach Gründung der Mairien und späteren Bürgermeistereien Anfang des 19. Jahrhunderts gehörte Obenscheidt zur Bürgermeisterei Wald. 1815/16 lebten 100, im Jahr 1830 113 Menschen im als Weiler bezeichneten Oben Scheidt bzw. Oben-Scheid. 1832 war der Ort Teil der Zweiten Dorfhonschaft innerhalb der Bürgermeisterei Wald, dort lag er in der Flur III. (Scheid). Der nach der Statistik und Topographie des Regierungsbezirks Düsseldorf als Hofstadt kategorisierte Ort besaß zu dieser Zeit ein öffentliches Gebäude, 20 Wohnhäuser und 15 landwirtschaftliche Gebäude. Zu dieser Zeit lebten 112 Einwohner im Ort, davon neun katholischen und 103 evangelischen Bekenntnisses. Die Gemeinde- und Gutbezirksstatistik der Rheinprovinz führt den Ort 1871 mit 30 Wohnhäusern und 197 Einwohnern auf. Im Gemeindelexikon für die Provinz Rheinland von 1888 werden für Obenscheidt 31 Wohnhäuser mit 208 Einwohnern angegeben. 1895 besitzt der Ortsteil 31 Wohnhäuser mit 202 Einwohnern, 1905 werden 28 Wohnhäuser und 185 Einwohner angegeben.
Die teilweise durch den Ort verlaufende Lucasstraße wurde kurz vor der Städtevereinigung im Jahre 1927 nach dem langjährigen Landrat des Kreises Solingen, Adolf Lucas, benannt. Mit der Städtevereinigung zu Groß-Solingen im Jahre 1929 wurde die Hofschaft Obenscheidt ein Ortsteil Solingens. Seit dem Jahre 1984 steht der große Fachwerkhauskomplex Lucasstraße 31, 31a aus dem 18. Jahrhundert unter Denkmalschutz, der oben abgebildet ist. Nach heutigen Stadtbezirksgrenzen gehört Obenscheidt zum Stadtbezirk Gräfrath.